# Tridactylogonus obscurus
Tridactylogonus obscurus är en mångfotingart som beskrevs av Jeekel 1982. Tridactylogonus obscurus ingår i släktet Tridactylogonus och familjen orangeridubbelfotingar. Inga underarter finns listade i Catalogue of Life.